# Sziszüphosz-festő
A Sziszüphosz-festő az i. e. 5. század utolsó harmadában Dél-Itáliában, Apuliában alkotó görög vázafestő volt. Pontos születési és halálozási dátuma nem ismert, és mivel nem szignálta alkotásait neve sem maradt ránk.
A Sziszüphosz-festő az apuliai vázafestészet legjelentősebb központjának a  tarantói iskolának talán legfontosabb alkotója  volt, a Berlini táncosnő festőjének közeli kollégája. Nevét egy Münchenben őrzött nagyméretű voluta-kratér esküvői jelenetén látható feliratról kapta. A mindkét oldalán tojásmintás sávval két részre osztott képeken az Argonauták jelennek meg Jászónnal, Médeával és az Aranygyapjúval, valamint a Múzsák és a kentauromakhia. Az edény nyakán az Aphroditét megkoronázó Erósz és egy kocsiverseny kapott helyet.
A voluta-kratér képeinek két részre osztása nem volt jellemző erre az edényformára, valószínűleg az Attikában ekkor gyakorinak számító kehely-kratérek lehettek az előképei. Egy Ruvoból előkerült másik voluta-kratéren hasonló elrendezés figyelhető meg az előoldalon Leukipposz lányaiknak elrablásával a hátoldalán egy amazonomakhiával, és bár itt a jelenetek nincsenek különválasztva, a figurák két sávban jelennek meg. 
A Sziszüphosz-festő alkotásaira a változó színvonal jellemző. Vonalvezetése egyedi és főleg nagyobb vázáin háromnegyedes profilból ábrázolt arcai is figyelemre méltóak, viszont kompozíciói összességében nem egységesek és gyakran csak különálló figurák csoportjából állnak. Ruhaábrázolásain (a peploszokon) kedvelte a hullámos vonalakat, és a csillagokból/pontokból álló díszítőelemeket. 
Egyik oszlop-kratérre festett képe arról nevezetes, hogy egyike a legkorábbi apuliai vázáknak amin egy fiatal férfi helyi (oszk) ruházatot visel, és egy nő egy ottani edényforma, trozzella (nesztorisz) segítségével mutat be áldozatot. Az i. e. 4. század közepéig az oszlop-kratér volt az egyetlen apuliai készítésű edényforma amin a fiatal férfiak helyi ruházatban jelentek meg.
A Sziszüphosz-festő korai munkái közé tartozik számos harang-kratér előoldalukon legtöbbször három, Dionüszosz-kultuszához köthető figurával. Hátoldalukon kivétel nélkül fiatal férfialakok jelennek meg. Az egész műhely fennállása alatt ez a képtípus marad az ilyen jellegű vázák hátoldali díszítése.
A férfialakok megjelenítése változatos, egyfajta figurakészletet alkotnak. Az egyik korai típusképen az alak csípőre tett kézzel áll, köpenyét átvetve az egyik vállán és karján, míg mellkasának egy része és egyik karja fedetlen marad. Ez az ábrázolás később egyre kevésbé volt népszerű. Ekkor már legtöbbször felöltözve jelentek meg, kinyújtott kezükben gyakran egy botot tartva, vagy kezüket a drapéria alá rejtve.
Hozzá köthető egy nagyméretű voluta-kratér Andromédát és Perszeuszt ábrázoló jelenettel. A kiegyensúlyozott kompozíció alakjait különösen szépen rajzolta meg, a figurák szoborszerű ábrázolása felveszi a versenyt az egykorú attikai edényekkel. Hasonlít a Lukániában aktív Palermo-festő egyik vázájához, ami a dél-itáliai vörösalakos vázafestészet két korai központja közötti szoros kapcsolatok bizonyítéka.

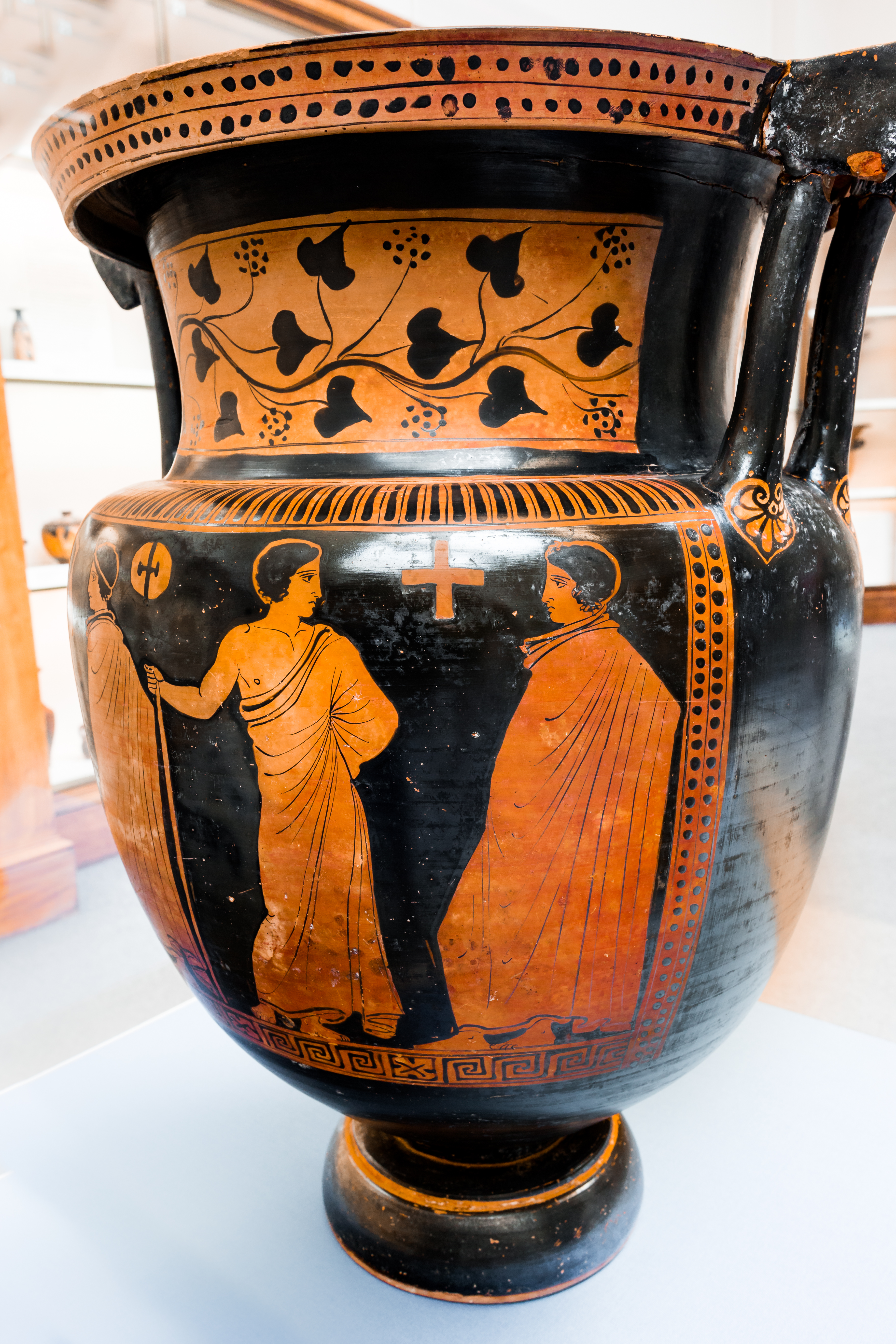
Oszlop-kratér, British Museum

A Sziszüphosz-festő késői munkái alacsonyabb színvonalon készültek. Figurái sablonosabbá váltak, vonalaik kerekebbek és kevésbé kidolgozottak lettek. Ekkor már témaválasztása is kevésbé eredeti, főleg fiatal férfi- és nőalakokból, valamint harcosokból állt. Az összehasonlító vizsgálatok alapján úgy tűnik munkássága legnagyobb része az i. e. 5. század utolsó két évtizedére datálható, legkésőbbi alkotásai az i. e. 4. század első éveiben készülhettek.
A Sziszüphosz-festő köréhez számos más mester is tartozott, akik esetenként magas színvonalú alkotásokat hoztak létre. Az i. e. 4. század elején aktív Ariadné-festő a Sziszüphosz-festő késői kortársa és követője volt. Munkáin egyértelműnek tűnik a befolyása és a Dionüszosz születése-festő díszes festésmódja is hatott rá, akivel egy időben alkotott. A Gravina-festő, aki nevét a régészeti lelőhelyről kapta ahonnan 1974 három vázája előkerült szintén a Sziszüphosz-festő hatása alatt dolgozott de az ő munkáin is felismerhetőek a Dionüszosz születése-festő stíluselemei.
A Sziszüphosz-festő és kisebb mértékben a nem sokkal korábban aktív kollégája, a Berlini táncosnő festőjének legnagyobb jelentősége abban áll, hogy két különböző stílusban alkottak. Ezek meghatározták a két különböző festészeti irányzatot, ami a későbbi apuliai alkotásokat jellemezte, és amelyeket „egyszerű” illetve „díszített” stílusnak neveztek el.